# Star Park
Der Star Park ist ein 230 Hektar großer erschlossener Industriepark bei Halle (Saale). Er liegt teilweise gleichermaßen auf Flächen der Stadt Halle, sowie auf zu Dölbau (Kabelsketal) und Queis (Landsberg) gehörenden Flächen nahe der Autobahnabfahrt Halle-Ost der A14 und etwa 12 Kilometer entfernt vom Flughafen Leipzig/Halle. Der Park hat einen Direktanschluss an die A14 sowie an die B100 und besitzt ebenfalls einen eigenen normalspurigen Gütergleisanschluss.

## Geschichte

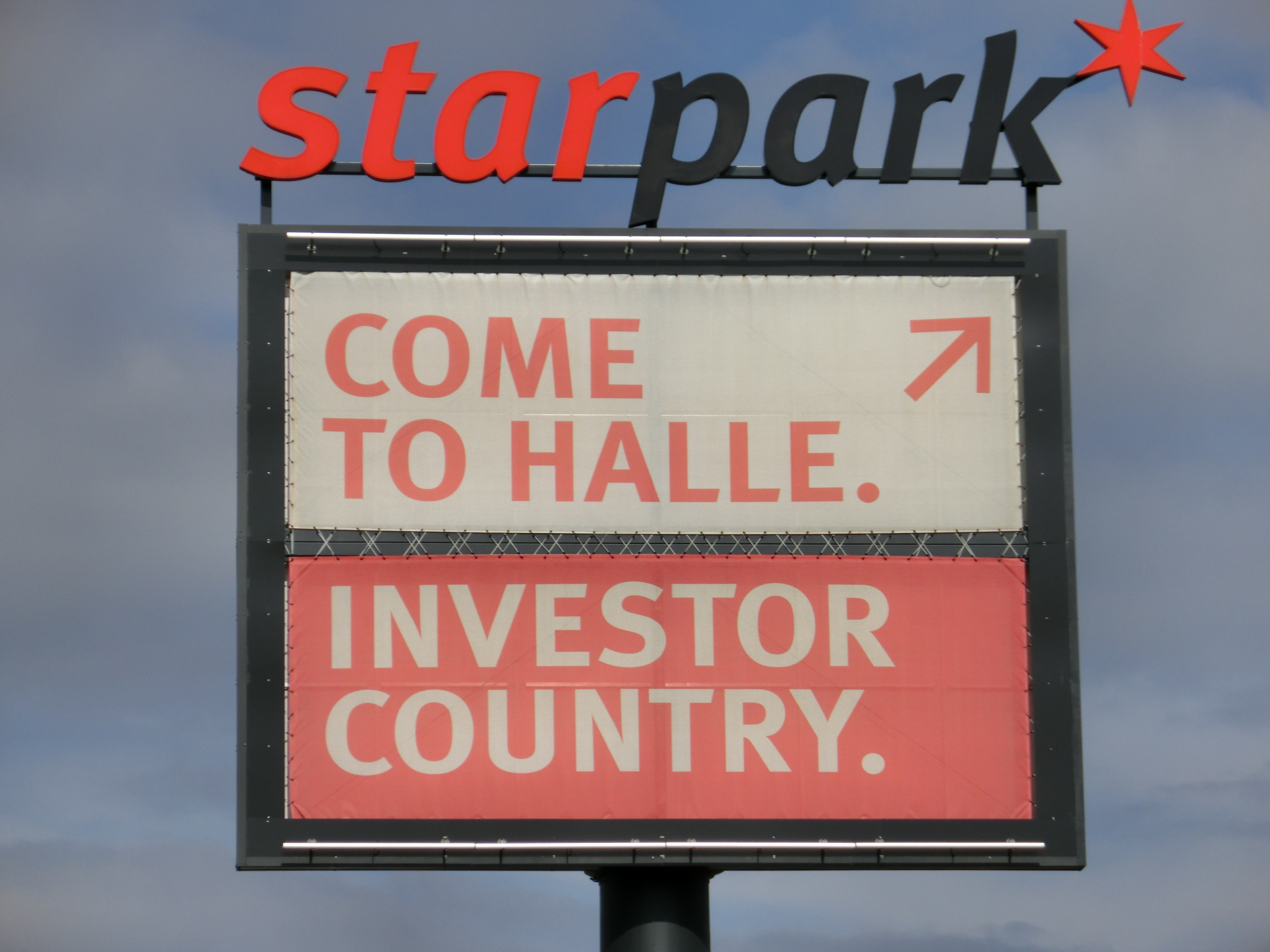
Star Park

Um die Jahrtausendwende wurde die Fläche in der Hoffnung erschlossen, dass BMW dort ein neues Werk errichten würde. BMW gab jedoch 2001 Leipzig den Zuschlag und eröffnete 2005 dort das BMW-Werk Leipzig. In der Folgezeit lag die Fläche erschließungstechnisch brach und wurde weiterhin als Ackerland genutzt, sollte jedoch weiter als Industriegebiet vermarktet werden. Am 11. Oktober 2002 trat der Bebauungsplan unter der Bezeichnung Industriegebiet Halle-Saalkreis an der A 14 in Kraft. Die Gesamtinvestitionen für die Erschließung des Gebietes, u. a. mit Strom, Gas, Wasser, Telekommunikationsleitungen, Straßen und Schiene betrugen 76,8 Millionen Euro. 68,8 Millionen Euro wurden über Fördermittel der Investitionsbank Sachsen-Anhalt finanziert. Von 2000 bis Ende 2018 wurden durch die Grundstücksverkäufe auf dem Gelände des Star Park 33,2 Millionen Euro eingenommen. In den Folgejahren gelang es, einige namhafte Unternehmen anzusiedeln. Mit Stand Dezember 2014 waren 31,6 Hektar verkauft, 42,8 Hektar verbindlich reserviert und 154,3 Hektar zu vergeben. Durch einen 2011 abgeschlossenen Gebietsänderungsvertrag mit dem Saalekreis kann die Entwicklungs- und Verwaltungsgesellschaft Halle-Saalkreis mbH (EVG), die eine hundertprozentige Tochtergesellschaft der Stadt Halle ist, das gesamte Areal allein vermarkten. Der EVG kommt die ausschließliche Rolle der die Grundstücke im Star Park besitzenden Gesellschaft zu und die Einnahmen aus den Grundstücksverkäufen gehen damit allein an die EVG. Bis Ende 2017 wurden durch die ansässigen Unternehmen Investitionen von über 300 Millionen Euro getätigt und rund 2.000 Arbeitsplätze geschaffen. Im Jahr 2019 wurden von den Unternehmen im Star Park 42,1 Millionen und im Jahr 2020 37,2 Millionen Euro Gewerbesteuer eingenommen. Trotz dem der Stadt Halle nur ca. 50 % der Fläche des Star Park gehören, fließen 95 % der Gewerbesteuer des gesamten Star Park an die Stadt Halle. Die Gemeinden Kabelsketal und Landsberg, auf dem sich die andere Hälfte des Industriegebiets befindet, erhalten insgesamt nur 5 % der Gewerbesteuer sowie die Grundsteuer. Im Januar 2021 waren laut dem Internetauftritt der EVG noch 4 Hektar Fläche verfügbar und im selben Monat gab man bekannt, dass für rund 24 Millionen Euro weitere Flächen nacherschlossen werden.

### Star Park II
Anfang 2018 plante der damalige Oberbürgermeister der Stadt Halle Bernd Wiegand ohne Beteiligung des Stadtrats und der Öffentlichkeit die Entwicklung eines mehr als 200 Hektar großen Star Park II in Halle Tornau. Aufgrund des Widerstands von Anwohnern und verschiedenen Bürgerinitiativen sowie zu hoher Kosten und nicht vorhandenen Ersatzackerflächen, stoppte der Stadtrat der Stadt Halle im September 2019 weitere Planungen.
Nach Prüfung weiterer Flächen in und um die Stadt Halle (Saale) entschied sich die Stadtverwaltung der Stadt Halle im Januar 2021 den Star Park zu erweitern beziehungsweise direkt gegenüber der bestehenden Flächen, westlich der A14 den Star Park II zu errichten. Es wurden etwa 125 Mio. Euro für die Erschließung geplant. Der Bund bestätigte im August 2021 die Förderung dieses Leuchtturmprojekts. Der Saalekreis hatte dafür im Juli 2021 die Kreisentwicklungsgesellschaft Saalekreis mbH (KEG Saalekreis mbH) gegründet und wollte das etwa 200 Hektar große Gewerbegebiet gemeinsam mit der Stadt Halle (Saale) entwickeln. Man erhoffte sich die Schaffung von bis zu 3000 weiteren Arbeitsplätzen. Am 30. November 2022 hat der Gemeinderat weitere Planungen für einen Star Park II auf der Gemarkung der Gemeinde Kabelsketal abgelehnt.

## Rezeption und regionale Bedeutung
In den ersten Jahren galt das Projekt Star Park als „Problemkind“ der Wirtschaftsentwicklung Halles, weil Investoren deutlich weniger Grundstücke kauften als erwartet. Obwohl es insbesondere nach 2013 gelang, mehrere Unternehmen anzusiedeln, bezeichnete Bündnis 90/Die Grünen den Star Park in ihrem Kommunalwahlprogramm 2014–2019 als „unsinniges Großprojekt“.

## Kritik und Proteste
Im Jahr 2019 wurden nach verschiedenen Protesten durch Anwohner und Bürgerinitiativen die Planungen eines Star Park II bei Tornau und Oppin durch den halleschen Stadtrat gestoppt. 
Im Jahr 2021 kritisierten verschiedene Kommunalpolitiker die Planungen zur Erweiterung des Star Park um den Star Park II auf Flächen in Kabelsketal. Es wurde befürchtet, dass der LKW-Verkehr massiv zunimmt und die bereits in Teilen defekte Infrastruktur, wie beispielsweise ein Teil des Straßennetzes bis hin zu Kreisstraßen, weitere Beschädigungen erfahre und weiterhin nicht instand gesetzt werde. Es wurde zudem fehlender Raum für die Wünsche der Einwohner sowie ihrer Nichteinbindung in die Konzeptionsphase bemängelt. Der Arbeitskreis Hallesche Auenwälder e. V. (AHA) kritisierte im Mai 2022 mehrfach die Erweiterung um den Star Park II, da auf engstem Raum 430 ha hochwertiger Ackerboden mit einer Bodenwertzahl zwischen 70 und 85 versiegelt würde und dies zu erheblichen Verlusten an Arten- und Strukturvielfalt sowie Verarmung des Landschaftsbildes führt. Er begrüßte und unterstützte die Entscheidung des Ortschaftsrates Dölbau, die Erweiterung des Star Parks abzulehnen und appellierte gleichzeitig an den Gemeinderat der Gemeinde Kabelsketal das Vorhaben zu stoppen. Am 3. Mai 2022 starteten ortsansässige Landwirte, aus denen später die Bürgerinitiative “Nein zum Star Park II” hervorging, eine Petition gegen die Versiegelung ihres Ackerlandes, Wertverlust der privaten Grundstücke, Lichtverschmutzung, die massive Zunahme des LKW- und PKW-Verkehrs sowie steigende Emissionsbelastung in den umliegenden Dörfern, deren Wohnhäuser sich nur noch in einem Abstand von etwa 500 Meter vom neuen Industriegebiet entfernt befinden würden. Dieser Petition schlossen sich insgesamt 2250 Unterstützer an. Ministerpräsident Reiner Haseloff sowie der hallesche Bürgermeister Egbert Geier wurden zudem von Gemeinderäten der Gemeinde Kabelsketal für ihre „Belehrungen“, verunsichernden Forderungen und das Ausüben von Druck auf verschiedene Kommunalpolitiker kritisiert. Jürgen Ude, der in der Staatskanzlei Sachsen-Anhalt zuständige Staatssekretär, zweifelte an der Sinnhaftigkeit der Ansiedlung weiterer Logistikunternehmen oder verlängerter Werkbänke. Die hallesche Stadtratsfraktion Hauptsache Halle forderte, dass Halle seine Gewerbegebiete nicht zu Lasten des Saalekreises exportiert. Am 7. November 2022 übergab die Bürgerinitiative “Nein zum Star Park II” 1641 Unterschriften (etwa zweimal mehr als notwendig) für ein Bürgerbegehren an die Gemeinde Kabelsketal, um im Anschluss einen Bürgerentscheid gegen einen möglichen Grundsatzbeschluss des Gemeinderats zugunsten eines Star Park II durchzuführen. Im September und November 2022 erklärten die Eigentümer einer Fläche von 135 ha, der bereits verplanten etwa 200 ha, gegenüber der Gemeinde Kabelsketal, dass ihre Grundstücke nicht zum Verkauf und nicht für ein Gewerbegebiet zur Verfügung stehen. Der Bürgermeister der Gemeinde Kabelsketal Steffen Kunnig hatte in der Vergangenheit Enteignungen von verkaufsunwilligen Grundstückseigentümern bereits ausgeschlossen. Am 30. November 2022 hat der Gemeinderat weitere Planungen für einen Star Park II auf der Gemarkung der Gemeinde Kabelsketal abgelehnt.

## Angesiedelte Unternehmen

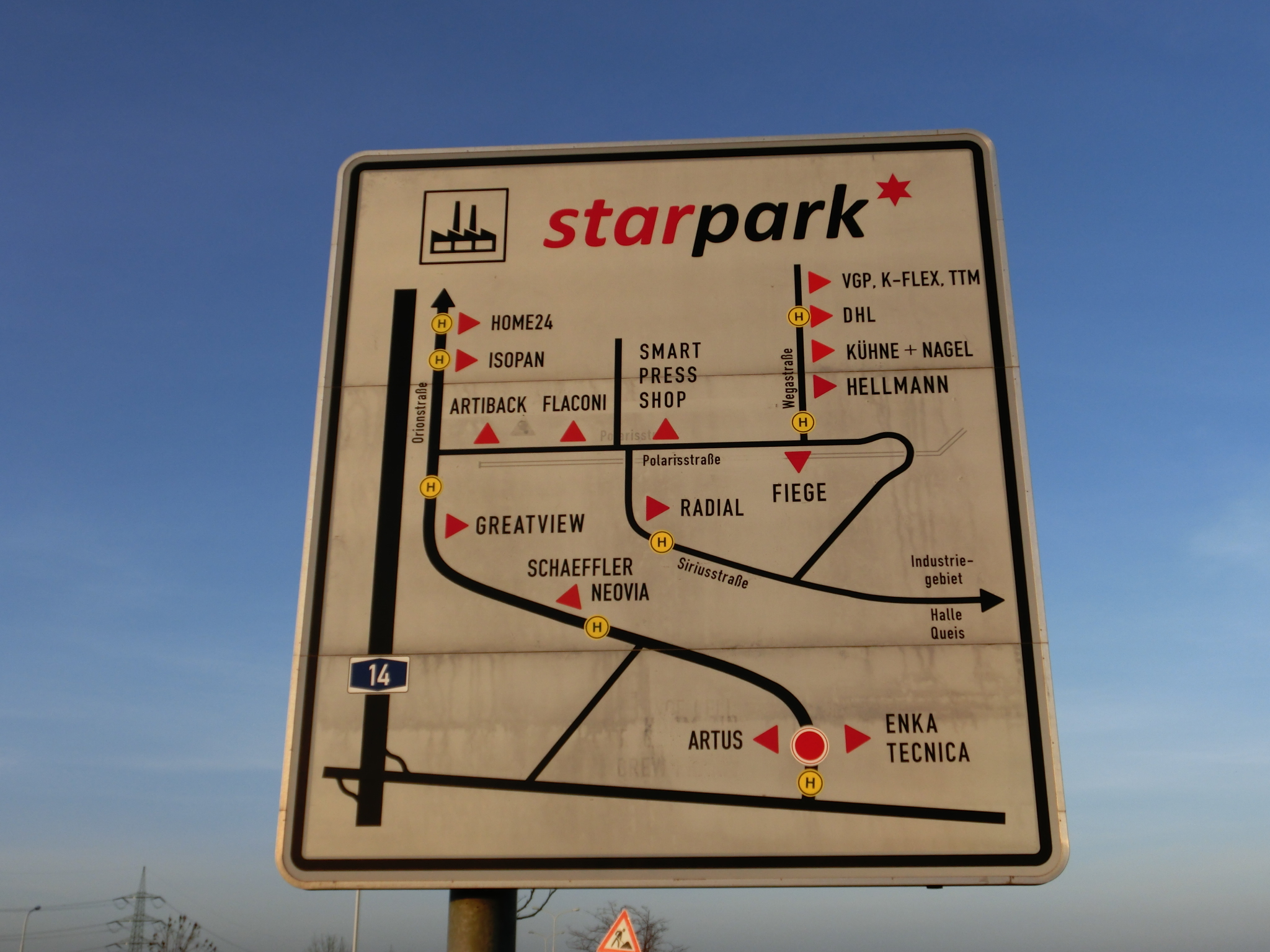
Firmenorientierungsschild im Jahre 2021

- 2009 eröffnete, als erstes Unternehmen, der Solarzellen-Bearbeiter Innotech ein Werk auf dem Gelände. Nach Übernahme durch die Hörmann Holding GmbH & Co. KG im Jahr 2015, trug das Unternehmen zwischenzeitlich den Namen Hörmann ITS Cell. Die gesamte Immobilie wurde später an die Firma „aRTUS“ verkauft.
- Der russische Tresorbauer Promet Safe hat 2013 für sein Tochterunternehmen die Mitteldeutsche Tresorbau GmbH eine Fläche im Star Park gekauft. Die Investition von etwa 10 Mio. Euro für den ab 2014 geplanten Bau eines 4500 Quadratmeter großen Werkes wurde aufgrund des Embargos gegen Russland im Zuge des Russisch-Ukrainischen Kriegs jedoch auf unbestimmte Zeit verschoben.[3][24] Die Fläche blieb bis heute unbebaut.
- Das chinesische Verpackungsunternehmen Greatview Aseptic Packaging hat im Star Park seinen ersten Standort außerhalb Chinas eröffnet.[25][26] Im Jahre 2018 wurde die Werksbebauung mit einer neuen großen Halle nochmals erweitert und damit verdoppelt.
- Im Mai 2014 tauschte der Pumpenhersteller KSB ein kleineres Grundstücks in der Innenstadt gegen ein 12,5 Hektar großes Grundstück im Star Park.[27][28] Die Firma KSB kommentierte, momentan nicht selbst im Star Park investieren zu wollen. Das Grundstück blieb bis heute Ackerland.
- 2014 errichtete das zu eBay gehörende eBay Enterprise ein Logistikzentrum im Star Park.[29] Es war das erste eBay-Logistikzentrum dieser Art in Europa, bei dem sogenannte „Power Seller“ ihre Waren zwischenlagern können.[30] Seit April 2016, nach dem Zusammenschluss mit Innotrac nennt sich das Unternehmen Radial[31][32] und wurde im November 2017 durch die belgische Bpost übernommen.[33]
- 2015 eröffnete der Spinndüsenhersteller Enka Tecnica im September ein Werk im Star Park.[34][13]
- 2015 erwarb die Fiege Logistik Holding ein zehn Hektar großes Grundstück und errichtete bis 2016 ein Logistikzentrum für 17 Millionen Euro.[35]
- 2016 eröffnete der Bagger- und Teleskopladerhersteller Doosan / Bobcat ein Distributions- und Ersatzteilzentrum mit 130 Mitarbeitern.
- 2016 siedelte sich der Logistikdienstleister Hellmann Worldwide Logistics im Star Park an.[36]
- 2016 kaufte DHL ein Grundstück über 14 Hektar und errichtete in der Wegastraße ein rund 25 Millionen Euro teures Logistikzentrum mit etwa 300 Arbeitsplätzen.[37] Im Jahr 2024  wurde das Logistikzentrum um ein 34.000 Quadratmeter großes Gebäude mit bis zu 55.000 Palettenstellplätzen erweitert.[38]
- 2017 investierte der Backwarenhersteller Artiback 40 Millionen Euro in eine Produktionsstätte für Tiefkühlbackwaren.[39]
- 2017 erwarb die Isopan Deutschland GmbH, eine Tochter italienischen Manni Group, ein 6 Hektar großes Grundstück und errichtete eine Produktionsstätte für Isolierelemente. Die Investitionskosten beliefen sich auf rund 22,4 Millionen Euro.[40]

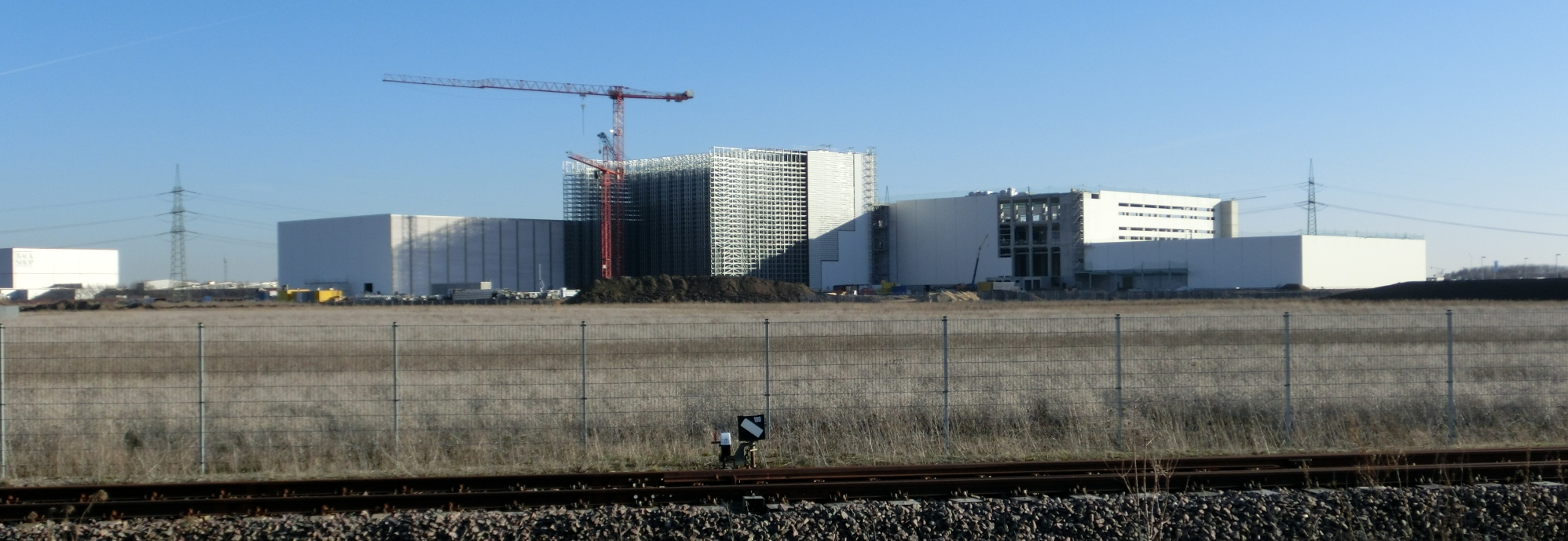
Baustelle des Schaeffler Montage- und Verpackungszentrums 2019

- 2018 erwarb die Schaeffler-Gruppe ein 230.000 Quadratmeter großes Grundstück[41] und errichtete ein Montage- und Verpackungszentrum mit rund 900 Arbeitsplätzen für 180 Millionen Euro.[42] Im August 2020 begann Schaeffler mit der Produktion. 2022 verkündet Schaeffler eine Verdopplung der Arbeitsplätze im Star Park. Die Zahl der Mitarbeiter im Europa-Logistikzentrum in Halle stiegen auf etwa 1.700 Stellen, während der Konzern weltweit Stellen abbaut.[43][44]
- Ab September 2017 investierte die belgische Immobiliengruppe VGP NV rund 40 Millionen Euro und errichtete drei Logistik- und Fertigungshallen mit einer Größe von 20.000 bis 35.000 Quadratmetern. Das Unternehmen rechnete auf dem neuen Areal mit Ansiedlungen von zehn bis zwölf Unternehmen aus der Logistikbranche, dem Onlinehandel und der Automobilindustrie.
- Ab Juli 2018 errichtet der Immobilienkonzern Goodman auf einer Fläche von 65.000 Quadratmetern insgesamt sechs Hallen für den Berliner Möbel-Onlinehändler „Home24“. Der Standort ist der größte Standort von „Home24“ und hat etwa 200 Mitarbeiter.
- Der deutsche Online-Versandhändler Zalando errichtete von 2018 bis 2019 ein Inbound Distribution Center mit einer Lager- und Logistikfläche von 35.000 Quadratmetern.
- Seit 2018 hat der italienische Dämmstoffhersteller L´Isolante K-Flex einen Produktionsstandort im Star Park.
- Im April 2019 errichteten Porsche und die Schuler AG mit dem Smart Press Shop, der damit seinen Unternehmenssitz von Stuttgart in den Star Park verlegt hat, auf einem 13 Hektar großen Areal ein gemeinsames Presswerk, das am 1. Juni 2021 die Produktion aufnahm und im Herbst 2021 in den Vollbetrieb ging. In dem Werk werden markenoffen Karosserieteile wie Motorhauben, Türen, Heckklappen und Fahrzeugdächer gefertigt. Erste Auftraggeber sind Porsche, Volkswagen und Bentley. Die Unternehmen investierten nach eigenen Angaben mehr als 100 Millionen Euro und es wurden 135 neue Arbeitsplätze geschaffen. Porsche hat weitere 33 Hektar für eine mögliche Erweiterung reserviert.[45]
- Seit 2019 betreibt Kühne + Nagel einen Logistikstandort im Star Park
- Im November 2020 begannen die Bauarbeiten für ein 6.500 Quadratmeter großes Sortierzentrum von Amazon, das im Herbst 2021 in Betrieb ging und etwa 160 Mitarbeiter hat.
- 2021 eröffnete der Online-Versandhändler Flaconi ein 28.000 Quadratmeter großes Logistikcenter. Flaconi wickelt im Star Park seine komplette Logistik ab und schloss dafür sein Auslieferungslager in Berlin.[46]
- Bis Ende 2024 entwickelte BentallGreenOak, eines der größten Immobilien-Investment-Unternehmen der USA, das 89.677 Quadratmeter große Gebäude „The Space“, mit einer der größten zusammenhängenden Industrie- und Logistikflächen in Mitteldeutschland.[47]